# Gérard Théry
Pour les articles homonymes, voir Théry.
Gérard Théry, né le 25 février 1933 à Sallaumines, mort le 18 juillet 2021 à Paris 15e, est un ingénieur français, polytechnicien et ingénieur général des télécommunications. Il est directeur général des Télécommunications du 16 octobre 1974 au 7 août 1981, et Président de la Cité des sciences et de l'industrie de 1996 à 1998.
Il a énergiquement accéléré la pénétration du raccordement téléphonique dans les années 1970, comblant ainsi le retard qu’avait pris le réseau français.
Il est à l’origine du programme Télétel, le réseau du Minitel et l’auteur d’un rapport sur les « autoroutes de l’information » en 1994. Il estimait dans ce rapport qu'internet était « mal adapté à la fourniture de services commerciaux », ce qui s'est révélé inexact par la suite.
Il a également été responsable de la mission gouvernementale sur le bogue de l'an 2000 du 20 février 1998 à début 2000.

## Biographie
Issu de la promotion 52 de l’École polytechnique et élève de l’École nationale supérieure des télécommunications (promotion 57), Gérard Théry intègre le 1er octobre 1955 le ministère des PTT. Il devient le conseiller du ministre Jacques Marette, en 1966-1967.
Nommé Ingénieur en Chef des PTT le 15 août 1967 (par arrêté du 24 août 1967)
Il commence le 1er octobre 1957, sa carrière au département des câbles sous-marins, contribuant à l’avènement des premiers câbles sous-marins coaxiaux téléphoniques munis de répéteurs immergés. Il participe à de nombreuses campagnes de poses de câbles (TAT 2 avec AT&T, entre Perpignan et Oran), aux essais de nouveaux câbles sans armure à porteur central, et à la pose du premier câble sous-marin électrique d’interconnexion France-Angleterre traversant la Manche.
Il rejoint le Centre national d'études des télécommunications (CNET) le 16 septembre 1963 et participe avec les laboratoires Bell au développement des premiers suppresseurs d’écho pour satellites de télécommunications géostationnaires.
Il est nommé en 1965 chargé de mission auprès du préfet de la région Lorraine.
Par arrêté du 18 janvier 1966, Gérard Théry, ingénieur des télécommunications, est nommé conseiller technique pour les télécommunications au cabinet du ministre français des PTT Jacques Marette.
Il retourne ensuite dans l'administration des télécommunications françaises et est nommé successivement chef du service des programmes et des études économiques par l'arrêté du 8 août 1968, puis directeur des télécommunications de Paris Intra-muros le 12 juillet 1973.
Il est nommé directeur général des Télécommunications françaises le 16 octobre 1974. À ce titre, il est responsable du très important programme de développement du téléphone français (Delta LP). En six ans, le nombre d’abonnés au téléphone passe de 6 millions à plus de 17 millions. La qualité du réseau téléphonique français est entièrement restaurée. La France est alors l’un des premiers pays à équiper massivement son réseau de commutateurs temporels pour remplacer la génération de commutateurs crossbar.
En 1976, Gérard Théry et son équipe lancent l’un des premiers réseaux de données en commutation de paquets, Transpac, qui connaît un vif succès commercial auprès de très grandes entreprises dès son ouverture le 14 décembre 1978.
Puis c’est en 1978, le lancement des projets de l'annuaire électronique et de Télétel, le réseau du Minitel, premier service au monde de fourniture payante d’informations télématiques, qui sera un succès considérable et restera longtemps populaire, malgré son âge, en raison de sa simplicité d’emploi. 30 ans après, France Télécom renonce provisoirement en février 2009 à fermer le réseau qui compte encore 10 millions de connexions et 4000 services, en accordant un délai supplémentaire de 3 années.
En 1979, est lancé le projet de satellite de moyenne puissance Telecom 1. Un an plus tard est lancé également le projet de réseau expérimental de visiophonie sur fibre optique dans la ville de Biarritz.
En 1981, après la victoire de la gauche aux élections présidentielles, il est évincé par le nouveau pouvoir, parce que jugé trop proche de l'ancien président Valéry Giscard d'Estaing.
En 1984, Gérard Théry est chargé par le gouvernement français d’une étude sur les choix de satellites de télévision. Il se prononce très nettement en faveur des satellites de puissance moyenne, filière qui triomphera sur tous les marchés mondiaux.
La même année, il rejoint la Société générale où il est nommé membre du comité exécutif et conseiller du président pour les secteurs de l’énergie, des transports, des télécommunications et des technologies nouvelles.
Il est choisi par la chaîne française de télévision TF1 et l’opérateur TDF comme expert amiable dans un contentieux tarifaire opposant les deux compagnies.
En 1989, Gérard Théry est appelé par le président de Renault comme membre du comité exécutif pour prendre la tête de la direction de l’informatique et de l’organisation.
Il quitte Renault en 1992, et dirige une mission pour le compte de France Télécom sur les technologies à base de fibre optique et les perspectives de développement des réseaux numériques à haut débit.
En 1994, il est chargé par le gouvernement français du célèbre rapport « Autoroutes de l’Information »., dans lequel il considère qu'Internet "est mal adapté à la fourniture de  services  commerciaux.(...) Il ne saurait, dans le long terme, constituer à lui tout seul, le réseau d'autoroutes mondial" (page 17 du rapport). Cette erreur de prédiction est souvent raillée dans les réseaux sociaux ou prise comme exemple pour parler des erreurs de prédictions et leurs causes.
En 1995, il est nommé président de la Cité des sciences et de l'industrie.
Il crée en 1998 le cabinet GTA (Gérard Théry et Associés), spécialisé dans le conseil en télécommunications et en technologies de l’information. Il collabore vers la même époque au développement de la voiture électrique au sein du groupe Dassault. 
Il est chargé par le gouvernement français le 20 février 1998 de conduire la mission « passage informatique à l'an 2000 ».

## Honneurs, décorations
- Officier de la Légion d'honneur, par décret du 11 juillet 1986.
- Chevalier de la Légion d'honneur, par décret du 12 juillet 1974.
- Commandeur de l'ordre national du Mérite, par décret du 25 novembre 1993.
- Officier de l'ordre national du Mérite, par décret du 14 juin 1979.
- Chevalier de l'ordre national du Mérite, par décret du 7 décembre 1967.